# St. Aegidius (Marbach)

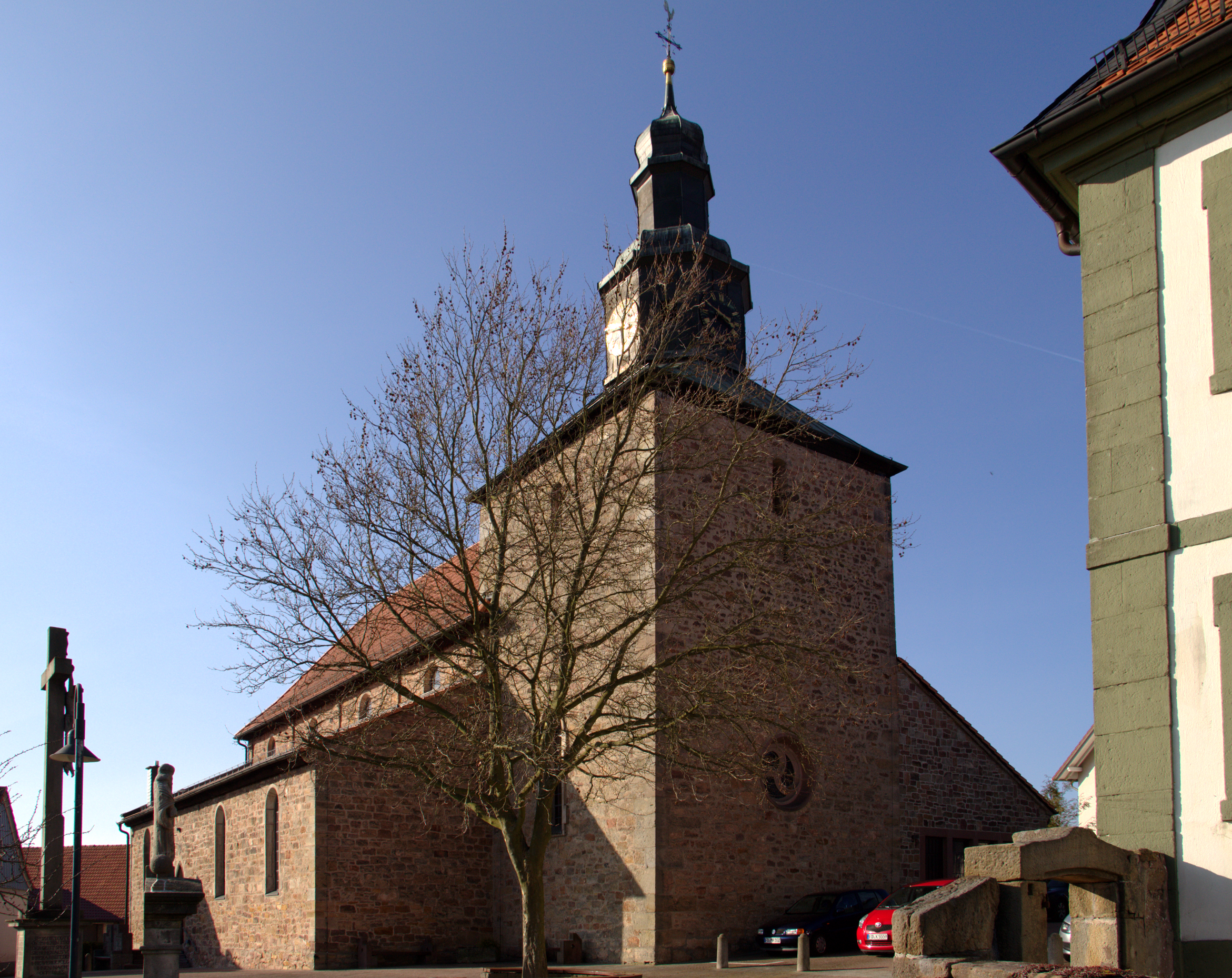
St. Aegidius (Marbach)

Die römisch-katholische Filialkirche St. Aegidius ist ein denkmalgeschütztes Kirchengebäude in Marbach, einem Ortsteil der Gemeinde Petersberg im Landkreis Fulda (Hessen). Sie ist Filiale der Pfarrei St. Lioba im Dekanat Fulda des Bistums Fulda.

## Geschichte
Fürstabt Placidus von Droste ließ 1696 in Marbach eine Aegidiuskapelle errichten. Sein Wappen ist über dem erhaltenen gotischen Portal im südlichen Seitenschiff angebracht. Die Kapelle wurde 1737 Pfarrkirche.

## Beschreibung
Die heutige Basilika wurde 1922/23 nach einem Entwurf von Wilhelm Hohmann erbaut. Der spätgotische Chorturm des Vorgängerbaus im Osten wurde beibehalten. Seine achtseitige Haube, die auch die Turmuhr beherbergt, erhielt er im 18. Jahrhundert. Die zwei 1942 abgelieferten Kirchenglocken wurden nicht eingeschmolzen und kehrten 1948 zurück. Das Mittelschiff ist mit einer Kassettendecke überspannt. Zur Kirchenausstattung gehören das Taufbecken aus dem 17. Jahrhundert und ein Vortragekreuz von 1767.

### Orgel
Die Orgel mit 16 Registern, 2 Manualen und Pedal wurde 1934 von den Gebr. Späth Orgelbau gebaut und 2007 von Hermann Eule Orgelbau Bautzen restauriert. Sie hat eine pneumatische Taschenladen-Traktur und verfügt über folgende Disposition:
| I Hauptwerk C–g3 |     |
| Quintatön        | 16′ |
| Principal        | 8′  |
| Rohrgedackt      | 8′  |
| Gemshorn         | 4′  |
| Mixtur II-IV     | 4′  |

| II Schwellwerk C–g3 |    |
| Portunalflöte       | 8′ |
| Aeoline             | 8′ |
| Schwebung           | 8′ |
| Principal           | 4′ |
| Sesquialter II      |    |
| Nachthorn           | 2′ |
| Trompete            | 8′ |

| Pedal C–f1       |                                         |
| Subbass          | 16′                                     |
| Zartbass         | 16′ (Abschwächung)                      |
| Oktavbass        | 8′                                      |
| Lieblich Posaune | 16' (ab c Transmission aus Trompete 8') |

- Koppeln: II/I, I/P, II/P, II-I 4', II-I 16', I 4', II 4'
- Spielhilfen: freie Kombination, Crescendo-Tritt in Wechselwirkung mit zwei Handhebeln, Schwelltritt II.
Als Druckknöpfe: mf, Tutti, Handreg., Fr. Komb., Auslöser, Zungen ab.